# Diploschistis stygiocrena
Diploschistis stygiocrena är en fjärilsart som beskrevs av Edward Meyrick 1937. Diploschistis stygiocrena ingår i släktet Diploschistis och familjen Crambidae. Inga underarter finns listade i Catalogue of Life.